# 코로나19 신약재창출 연구
기존의 약물로부터 새로운 치료제를 개발하는 방식인 신약재창출 방법을 통해 안전하고 효과적인 치료제를 탐색하고 있으며, 현재 주류 연구법들중 하나이다. 중증급성호흡기증후군(SARS), 중동호흡기증후군(MERS), 후천면역결핍증후군(AIDS), 말라리아 치료제, 혹은 기존에 개발되어 사용중이던 여러 항바이러스제가 새로운 치료제로 연구되고 있으며 일부는 임상시험으로 단계가 진행되었다. 빈센트 먼스터(Vincent Munster) 미국 보건복지부 바이러스생태원장은 2020년 2월 《네이처 바이오테크놀로지(Nature Biology)》에 발표한 성명에서 메르스, 사스 등의 바이러스의 유전체 복제 등 양상이 매우 비슷하다고 말했다.

## 연구

### 클로로퀸/하이드록시클로로퀸
클로로퀸은 항말라리아 약품으로, 일부 자가 면역 질환 환자들에게도 투여된다. 3월 18일, 세계보건기구는 클로로퀸과 히드록시클로로퀸이 연대(SOLIDarity) 임상시험의 일환으로 연구할 네 가지 약물 중 하나가 될 것이라고 발표했다. 앤드루 쿠오모 뉴욕 주지사는 클로로퀸과 히드록시클로로퀸의 시험이 뉴욕주에서 3월 24일에 시작될 것이라고 발표했다.
3월 28일, 미국 식품의약국(FDA)은 비상 사용 허가(EUA)에 따라 히드록시클로로퀸 황산염과 클로로퀸 인산염의 사용을 허가했다. 이 치료법은 아직 FDA의 임상시험을 통해 효과가 입증되지는 않았으며, EUA에 따라 입원 중이지만 임상시험의 대상이 될 수 없는 환자에게 실험적으로 응급시에만 투여가 허가된다. 미국 질병통제예방센터(CDC)는 "SARS-CoV-2 감염의 예방이나 치료를 위한 히드록시클로로퀸의 사용, 투여 또는 지속시간"이 아직 확정되지 않았다고 밝혔다. 의사들은 "다른 방법이 없을 때"만 약을 사용한다고 밝혔다. 4월 9일, 미국 보건복지부는 히드록시클로로퀸의 안전성과 효능을 검사하기 위한 임상시험을 시작했다.

### 파비피라비르
우한시와 선전시에서는 파비피라비르가 "명백한 효과"를 보임을 임상시험을 통해 밝혔다. 선전에서는 치료받지 않은 환자 45명의 평균 치료기간은 11일인데 비해, 이 약물을 투여하 35명의 환자는 평균 4일 후에 음성 판정을 받았다. 우한에서 환자 240명을 대상으로 실시한 연구에서 절반은 파비피라비르, 절반은 우미페노비르를 투여하였다. 이로써 우한 연구진은 파비피라비르로 치료하면 기침과 열로 회복되는 속도가 빨라지긴 하나, 인공호흡기가 필요할 정도로 더 중태에 빠진 환자의 수에서는 별 차이가 없음을 발견했다.
3월 22일, 이탈리아는 가장 심하게 유행하는 세 지역에서 파비피라비르의 임상 시험을 시작했다.

### 인터페론 베타
영국의 생명공학 회사인 시네어젠(Synairgen)은 원래 COPD를 치료하기 위해 개발된 약품인 IFN-β에 대한 실험을 시작했다. IFN-β는 후천면역결핍증후군 치료제인 로피나비르와 리토나비르와 함께 국제 연대 시험 대상 의약물로 포함될 것이다.

### 로피나비르/리토나비르
과학계 내에서는 HIV/AIDS용으로 특별히 개발된 약물에서 신약재창출을 하는 것에 대한 비판이 있었다. 세계보건기구는 로피나비르/리토나비르를 연대 시험에 포함시켰다. 그러나 3월 20일, 로피나비르와 리토나비르의 혼합물인 로피나비르/리토나비르를 사용한 결과 "아무런 이득도 관찰되지 않음"이라는 결과가 보고된 바 있다. 이 약물은 단백질 가수 분해 효소에 결합함으로써 HIV의 복제를 억제하도록 고안되었다. 콜로라도 주립 대학교의 연구팀은 SARS-CoV-2 단백질 분해효소와 결합할 화합물을 찾기 위해 이 약물을 보완하기 위한 연구를 진행하고 있다.

### 렘데시비르
렘데시비르는 에볼라바이러스 병과 마버그바이러스 감염증을 치료하기 위해 고안된 항바이러스제다. 길리어드 사이언스는 이후 인 비트로(in vitro)에서 렘데시비르가 여러 개의 파일로, 폐렴, 파라믹소, 코로나 바이러스에 대해항바이러스 활동을 했다는 사실을 발견했다.

### 피라맥스
피라맥스는 가장 최신의 4세대 말라리아 치료제로 피로나리딘인산염과 알테수네이트로 구성된 복합제이다. 두통, 구토, 기침 등 부작용 수준이 경미한 것이 특징이다. 인 비트로(in vitro)에서 잠재적 항암제, 에볼라 치료제, 인플루엔자 및 코로나19 바이러스 치료제로 연구되었다. 최근 코로나19 중등증, 중증에서도 치료효과를 보일 것이라는 연구가 나왔다. 한국, 남아공 ANTICOV, 케냐 부르키나파소 MALCOV, 필리핀에서 임상 진행 중이다.

## 같이 보기
- 리바비린

## 참고 문헌
- McCreary EK, Pogue JM (April 2020). “COVID-19 Treatment: A Review of Early and Emerging Options”. 《Open Forum Infectious Diseases》 7 (4): ofaa105. doi:10.1093/ofid/ofaa105. PMC 7144823. PMID 32284951.